# Fernsehzentrum

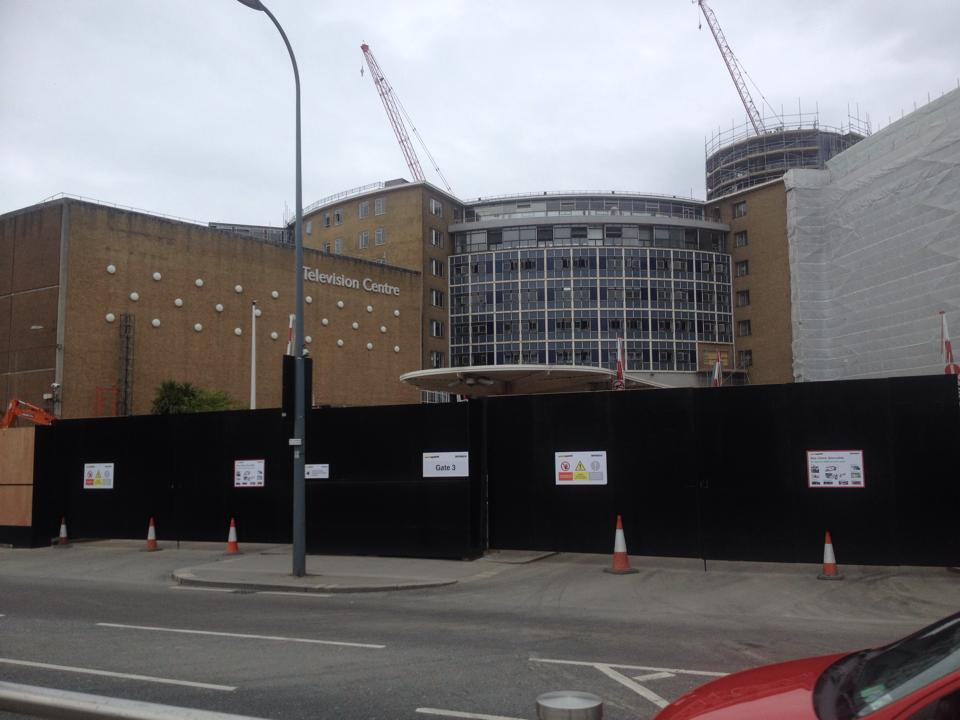
Beispiel eines Fernsehzentrum mit dem BBC Television Centre.

Als Fernsehzentrum oder Sendezentrum bezeichnet man einen Gebäudekomplex, der die Produktion von Fernsehsendungen und die Ausstrahlung eines oder mehrerer Fernsehprogramme ermöglicht.
Unverzichtbare Einrichtungen eines Fernsehzentrums sind:
- Schalträume, in welchen alle ein- und ausgehenden Bild- und Tonsignale „verwaltet“ werden
- Fernsehstudios mit elektronischen Kameras
- Bild- und Tonregieräume mit Bildmischern, Schriftgeneratoren, Effektgeräten und Tonmischpulten
- MAZ-Anlagen
- Bild- und Tonbearbeitungsanlagen zur Zusammenstellung von Sendebeiträgen Schnittplatz
- Sprachaufnahmestudios für Kommentierungen und Sprecherübersetzungen
- terrestrische sowie Satelliten- und Kabel-Sende- und Empfangsanlagen

Zum Betrieb eines Fernsehsenders werden weitere Einrichtungen benötigt, die sich jedoch nicht zwingend am Ort des Sendezentrums befinden müssen; sie können auch bei Bedarf anderweitig untergebracht oder angemietet werden. Der Bedarf hängt auch vom jeweils produzierten Programm ab (z. B. benötigt ein Nachrichtensender keinen nennenswerten Kostümfundus):
- Büros für Verwaltung, Redaktion und Produktionsabwicklung
- Freigelände für eventuelle Außenaufnahmen
- Fundus für Kleidung oder Kleinrequisiten
- Programmarchive
- Einrichtungen zum Betrieb einer Fahrzeugflotte (besonders Ü-Wagen und Teamfahrzeuge)

Ein typisches Beispiel für ein komplettes Sendezentrum findet sich beim ZDF in Mainz-Lerchenberg, inklusive Hubschrauberlandeplatz. Dennoch ermöglicht auch dieses Zentrum nicht allein den Sendebetrieb des ZDF: Die Studiokapazität ist relativ gering und nur für tagesaktuelle Produktionen ausgelegt, da nicht-aktuelle Produktionen praktisch komplett durch private Auftragsproduzenten an unterschiedlichsten Standorten erstellt werden, siehe: ZDF-Sendezentrum.